# Thysanomitrion flaccidum
Thysanomitrion flaccidum là một loài Rêu trong họ Dicranaceae. Loài này được (Renauld & Cardot) Cardot miêu tả khoa học đầu tiên năm 1915.